# Gouvernement Maurice Rouvier (2)
Pour les articles homonymes, voir Gouvernement Maurice Rouvier (1) et Gouvernement Maurice Rouvier (3).
Troisième République
Émile Combes Maurice Rouvier III

Maurice Rouvier

Le deuxième gouvernement Maurice Rouvier est le gouvernement de la Troisième République en France du 24 janvier 1905 au 18 février 1906.
À la suite du retrait des socialistes du Bloc de gauche, la majorité s'est réduite à 295 députés soit 50,08 % des sièges.

## Composition
| Portefeuille                                                      | Titulaire | Titulaire                                    | Parti |
| ----------------------------------------------------------------- | --------- | -------------------------------------------- | ----- |
| Président du Conseil                                              |           | Maurice Rouvier                              | ARD   |
| Ministres                                                         |           |                                              |       |
| Ministre des Finances                                             |           | Maurice Rouvier (jusqu'au 17 juin 1905)      | ARD   |
| Ministre des Finances                                             |           | Pierre Merlou                                | PRRRS |
| Ministre de la Justice                                            |           | Joseph Chaumié                               | ARD   |
| Ministre des Affaires étrangères                                  |           | Théophile Delcassé (jusqu'au 6 juin 1905)    | RI    |
| Ministre des Affaires étrangères                                  |           | Maurice Rouvier                              | ARD   |
| Ministre de l'Intérieur                                           |           | Eugène Étienne (jusqu'au 12 novembre 1905)   | ARD   |
| Ministre de l'Intérieur                                           |           | Fernand Dubief                               | PRRRS |
| Ministre de la Guerre                                             |           | Maurice Berteaux (jusqu'au 12 novembre 1905) | PRRRS |
| Ministre de la Guerre                                             |           | Eugène Étienne                               | ARD   |
| Ministre de la Marine                                             |           | Gaston Thomson                               | ARD   |
| Ministre de l'Instruction publique, des Beaux-Arts et des Cultes  |           | Jean Bienvenu-Martin                         | PRRRS |
| Ministre des Travaux publics                                      |           | Armand Gauthier de l'Aude                    | PRRRS |
| Ministre du Commerce, de l’Industrie, des Postes et Télégraphes   |           | Fernand Dubief (jusqu'au 12 novembre 1905)   | PRRRS |
| Ministre du Commerce, de l’Industrie, des Postes et Télégraphes   |           | Georges Trouillot                            | RI    |
| Ministre de l'Agriculture                                         |           | Joseph Ruau                                  | PRRRS |
| Ministre des Colonies                                             |           | Étienne Clémentel                            | PRRRS |
| Sous-secrétaires d’État                                           |           |                                              |       |
| Sous-secrétaire d'État aux Finances et à la présidence du Conseil |           | Pierre Merlou (jusqu'au 17 juin 1905)        | PRRRS |
| Sous-secrétaire d'État aux Beaux-Arts                             |           | Étienne Dujardin-Beaumetz                    | RI    |
| Sous-secrétaire d'État aux Postes et Télégraphes                  |           | Alexandre Bérard                             | PRRRS |

## Politique menée
C'est sous ce ministère que fut adoptée la loi de séparation des Églises et de l'État, dont le projet avait été déposé par Émile Combes. Le rapporteur du projet de loi Aristide Briand, sut tenir compte des revendications des Églises et faire voter une loi libérale adoptée par 341 voix contre 232 le 9 décembre 1905. Cela entraîna une montée de l'Action française chez les catholiques, la démission d'officiers catholiques, de nombreuses pétitions et une perte d'argent non négligeable pour l'Église.
La loi du 21 mars 1905 réduit à deux ans la durée du service militaire mais, surtout, en supprime toutes les dispenses.
Le ministère Rouvier promulgua également la loi du 22 avril 1905, avec son article 65 instaurant une relative transparence des documents administratifs concernant la carrière des fonctionnaires.
Confronté à l'intransigeance allemande lors de la première crise marocaine de mars 1905, il choisit de céder en demandant en juin 1905 la démission de son ministre des Affaires étrangères Théophile Delcassé, anglophile, qui s'était opposé à la réunion d'une Conférence internationale.

## Fin du gouvernement et passation des pouvoirs
Le 18 février 1906, Maurice Rouvier présente la démission du gouvernement au nouveau président de la République, Armand Fallières, qui confirme la composition du cabinet et renomme les ministres à leurs postes. 